# Terza guerra anglo-afghana
Nel 1919 si svolse la terza guerra anglo-afghana nella quale, a differenza delle precedenti due, fu l'Afghanistan ad attaccare le truppe britanniche in India.
Al termine di questo breve conflitto l'Inghilterra rinunciò ai suoi interessi in Afghanistan, che divenne uno stato indipendente.

## Premesse
L'esercito indiano era stato pesantemente impegnato nella prima guerra mondiale e varie sue unità erano ancora oltremare. Delle unità presenti in India, comunque complessivamente superiori all'esercito afghano, molte erano formate da coscritti, mentre le unità britanniche erano del Territorial Army che aveva rimpiazzato altre unità inglesi anch'esse trasferite sui fronti di guerra. Oltre ad unità motorizzate e piccole unità blindate erano presenti anche due squadroni della Royal Air Force, che fornirono un supporto potente soprattutto sul piano psicologico con attacchi, oltre che in bombardamenti tattici e osservazioni per l'artiglieria.
L'esercito afghano era certo inferiore come numero, equipaggiamento ed addestramento, ma contava sul rinforzo delle tribù di frontiera, ben equipaggiate e motivate da profondi sentimenti anti-inglesi.

## La campagna
L'inizio delle operazioni da parte afghana fu determinato dall'assedio del forte di Landi Kotal, preceduto dalla conquista della città di Bagh, dalla quale si potevano controllare gli approvvigionamenti di acqua al forte. La guarnigione, inizialmente costituita da due compagnie di indiani, venne aumentata fino a raggiungere la consistenza di una brigata con l'arrivo della quasi totalità della 1ª brigata di fanteria, anche se costituita da coscritti male addestrati e poco motivati, e l'assedio divenne uno dei fulcri dell'intera campagna.